# Winthemia fulvidapex
Winthemia fulvidapex är en tvåvingeart som först beskrevs av Jacques-Marie-Frangile Bigot 1889.  Winthemia fulvidapex ingår i släktet Winthemia och familjen parasitflugor. Inga underarter finns listade i Catalogue of Life.